# Karlskrona (stad)
Karlskrona is de hoofdstad van de gemeente Karlskrona in het landschap Blekinge en de provincie Blekinge län in Zweden. De plaats is ook hoofdstad van de provincie Blekinge län. De plaats heeft 32.606 inwoners (2005) en een oppervlakte van 2136 hectare. De plaats staat bekend als Zwedens enige barokstad. De vlootbasis van Karlskrona staat sinds 1998 op de werelderfgoedlijst van UNESCO.
De stad wordt in hoofdstuk VIII van Nils Holgersson beschreven.

## Geschiedenis
De stad werd in 1680 gesticht om als basis voor de Zweedse marine te fungeren. Zweden was de dominante militaire macht in de Oostzee geworden. Na de Deens-Zweedse Oorlog had Zweden in het Verdrag van Brömsebro de zuidelijke provincies Jämtland, Härjedalen, Idre en Särna en de Baltische eilanden Gotland en Ösel toegewezen gekregen. Met de gebiedsuitbreiding naar het zuiden wilde de marine profiteren van het zachtere klimaat. De Zweedse vloot in Stockholm lag in de winter langdurig vast in het ijs en in Karlskrona was dit minder het geval. De naam van de stad betekent Karl's kroon ter ere van koning Karel XI van Zweden. De stad groeide snel en in 1750 telde het al zo’n 10.000 inwoners. Het was toen een van de grootste steden van het land.
De Vlootbasis Karlskrona werd tegelijk met de stad aangelegd. De vloot had grote verliezen geleden waardoor de bouw van nieuwe schepen noodzakelijk was. In 1711 was de basis met scheepswerven de grootste industriële werkgever in Zweden met 1.100 werknemers. Het oudste dok, het Polhemdok, werd uit de rots gehakt en is nog steeds in gebruik. Het kreeg zijn naam van Christoffel Polhem, een beroemde Zweedse wetenschapper. Voor de bescherming van de haven werd langs een belangrijke vaarweg Kasteel Drottningskär gebouwd.
Op 27 oktober 1981 liep de Whiskey-klasse Sovjet-onderzeeër S-363, U137 door de Zweden genoemd, aan de grond in de archipel op een paar kilometer afstand van Karlskrona. Na tien dagen kwam de onderzeeboot weer los. Het incident leidde tot politieke spanningen met de Sovjet-Unie.

## Verkeer en vervoer
Bij de plaats lopen de E22, Riksväg 27, Riksväg 28 en Länsväg 122.
De stad heeft een station op de spoorlijnen Kristianstad - Karlskrona en Göteborg - Kalmar / Karlskrona.

## Geboren
- Harry Rosenswärd (1882-1955), zeiler
- Catharina Palmér (1963), componiste, organiste, pianiste en violiste
- Karl Petter Løken (1966), voetballer
- Tommy Werner (1966), zwemmer
- Cecilia Sandell (1968), voetbalster
- Julia Carlsson (1975), voetbalster
- Henrik Rydström (1976), voetballer
- Mikael Antonsson (1981), voetballer
- Amanda Kurtović (1991), handbalster
- Zoe Aggeliki (1994), model en actrice

## Partnersteden
- Hillerød
- Horten
- Loviisa
- Ólafsfjörður
- Klaipėda (sinds 1989)
- Gdynia (sinds 1990)
- Baltiejsk (sinds 1995)
- Rostock (sinds 2000)